# 布里恩·萨默维尔
布里恩·伯克·萨默维尔 （英語：Lt General Brehon Burke Somervell；1892年5月9日—1955年2月13日），是第二次世界大战的美国工程兵上将、陆军将军，负责美国陆军的后勤供应工作，曾主持五角大楼的建造。

## 生平

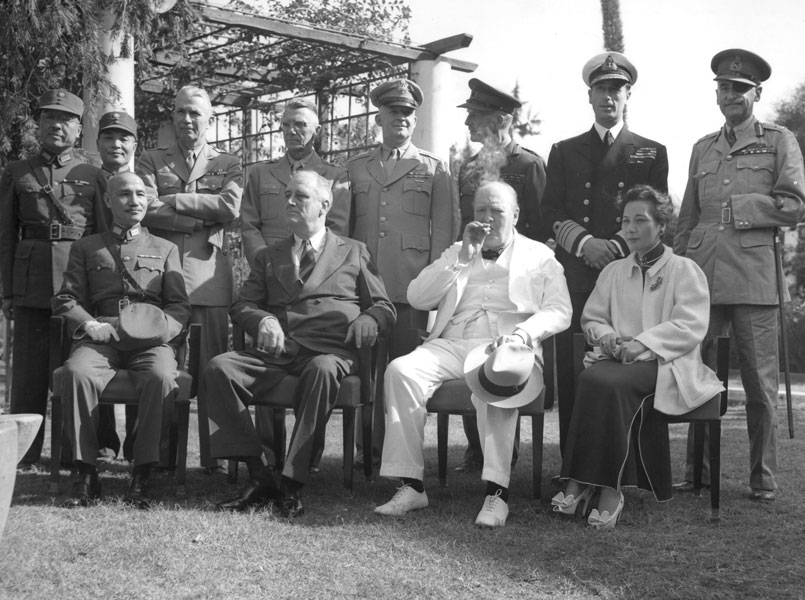
前排依序：中華民國國民政府軍事委員會委員長蔣中正、美國總統羅斯福、英國首相丘吉尔、中國蔣宋美齡。後排依序：中國的商震與林蔚；美國的布里恩·薩默維爾、約瑟夫·史迪威、亨利·阿諾德；與英國的約翰·格瑞爾·迪爾、路易斯·蒙巴頓、阿德里安·卡爾東·德維亞爾，攝於1943年11月25日（這張是三國與會將領，也就是軍服組的合照。另有一張三國與會外交文官，也就是西服組的合照）

1892年，出生。1914年，毕业于西点军校。1935年，负责工程兵部队进行公共工程建设。1940年，被任命组建陆军军需兵种。1941年，任陆军助理参谋长。1942年，出任陆军后勤部队司令。1945年，晋升上将。1946年，退役。1955年，去世。